# Ruy Ueda
Ruy Ueda (上田 瑠偉, Ueda Rui) est un athlète japonais, né le 3 octobre 1993. Spécialiste de skyrunning et de l'ultra-trail, il a notamment remporté la Mt Awa Skyrace, le Livigno Skymarathon et la finale SkyMasters, manches du circuit Skyrunner World Series en 2019 et se classe en tête du classement général. Il est également champion du monde de kilomètre vertical 2020.

## Biographie
Le 9 juillet 2021, il prend le départ du kilomètre vertical des championnats du monde de skyrunning à La Vall de Boí. À la lutte avec le Suisse Roberto Delorenzi et l'Espagnol Daniel Osanz Laborda, il parvient à prendre une courte tête d'avance et s'offre le titre mondial. Deux jours après son titre en kilomètre vertical, il s'élance parmi les favoris du SkyMarathon. Menant la course dans un premier temps aux côtés du Suisse Christian Mathys, il voit ce dernier le distancer en seconde partie de course. Les deux hommes se font doubler par l'Espagnol Manuel Merillas qui file vers le titre. Ruy termine sur la troisième marche du podium et remporte de plus le classement du combiné,.
Le 11 septembre 2022, il prend le départ du SkyMarathon des championnats du monde de skyrunning à Bognanco. Il voit le Suisse Roberto Delorenzi mener les débats. Ruy Ueda se retrouve à la lutte pour la deuxième place avec le Français Frédéric Tranchand mais doit finalement céder face à ce dernier. Il termine sur la troisième marche du podium et remporte en outre la médaille d'argent au classement du combiné.
Le 8 septembre 2024, il prend le départ l'épreuve de SkyMarathon lors des championnats du monde de skyrunning à Covaleda. Prenant un départ prudent, il hausse le rythme à mi-parcours pour récupérer la troisième place. Il tente de rattraper le duo de tête composé d'Alain Santamaría et Lorenzo Beltrami mais doit se contenter de la médaille de bronze.

## Résultats
| #   | masculin           | Course                                                   | Longueur | Départ             | Temps            |
| 2e  | Médaille d'argent  | CCC                                                      | 101 km   | 26 août 2016       | 12 h 15 min 20 s |
| 3e  | Médaille de bronze | SkyRace Comapedrosa                                      | 21 km    | 30 juillet 2017    | 2 h 44 min 54 s  |
| 1er | Médaille d'or      | Championnats d'Asie de skyrunning - SkyRace              | 28 km    | 10 septembre 2017  | 2 h 42 min 41 s  |
| 3e  | Médaille de bronze | Transvulcania Vertical Kilometer                         | 7,6 km   | 10 mai 2018        | 48 min 8 s       |
| 1er | Médaille d'or      | Mt Awa Skyrace                                           | 27 km    | 21 avril 2019      | 2 h 1 min 42 s   |
| 1er | Médaille d'or      | Livigno Skymarathon                                      | 34 km    | 15 juin 2019       | 3 h 22 min 57 s  |
| 3e  | Médaille de bronze | Royal Utra SkyMarathon                                   | 55 km    | 21 juillet 2019    | 6 h 56 min 49 s  |
| 1er | Médaille d'or      | SkyMasters                                               | 27 km    | 19 octobre 2019    | 3 h 03 min 15 s  |
| 2e  | Médaille d'argent  | Kaiserkrone SkyRace                                      | 24,7 km  | 26 juin 2021       | 3 h 22 min 34 s  |
| 1er | Médaille d'or      | Championnats du monde de skyrunning - Kilomètre vertical | 2,8 km   | 9 juillet 2021     | 35 min 6 s       |
| 3e  | Médaille de bronze | Championnats du monde de skyrunning - SkyMarathon        | 42 km    | 11 juillet 2021    | 4 h 10 min 51 s  |
| 3e  | Médaille de bronze | Marathon du Mont-Blanc                                   | 42 km    | 26 juin 2022       | 3 h 40 min 42 s  |
| 2e  | Médaille d'argent  | Matterhorn Ultraks Extreme                               | 22 km    | 19 août 2022       | 2 h 35 min 39 s  |
| 2e  | Médaille d'argent  | ETC                                                      | 15 km    | 23 août 2022       | 1 h 24 min 52 s  |
| 7e  | 7e                 | Championnats du monde de skyrunning - Kilomètre vertical | 3,75 km  | 9 septembre 2022   | 39 min 11 s      |
| 3e  | Médaille de bronze | Championnats du monde de skyrunning - SkyMarathon        | 31 km    | 11 septembre 2022  | 2 h 53 min 12 s  |
| 3e  | Médaille de bronze | Madeira Ocean Trails                                     | 109 km   | 26-30 octobre 2022 | 10 h 5 min 55 s  |
| 1er | Médaille d'or      | Ultra-Trail Kosciuszko - Kosci 100                       | 100 km   | 8 décembre 2023    | 9 h 49 min 28 s  |
| 2e  | Médaille d'argent  | Skyrace du Mercantour                                    | 29,7 km  | 23 juin 2024       | 2 h 39 min 27 s  |
| 3e  | Médaille de bronze | Kaiserkrone SkyRace                                      | 25,2 km  | 29 juin 2024       | 3 h 32 min 47 s  |
| 3e  | Médaille de bronze | Championnats du monde de skyrunning - SkyMarathon        | 37 km    | 8 septembre 2024   | 3 h 39 min 17 s  |
| 2e  | Médaille d'argent  | 2 Peaks SkyRace                                          | 25,9 km  | 26 octobre 2024    | 2 h 54 min 48 s  |
| 1re | Médaille d'or      | Chiang Mai Thailand by UTMB - Hmong 50                   | 50 km    | 7 décembre 2024    | 4 h 21 min 25 s  |
| 1re | Médaille d'or      | Ueda Skyrace                                             | 26 km    | 4 mai 2025         | 3 h 33 min 12 s  |
| 1re | Médaille d'or      | Course du Mont Fuji                                      | 21 km    | 25 juillet 2025    | 2 h 36 min 43 s  |